# Казанцев, Александр Николаевич
Александр Николаевич Казанцев (1893, Калуга — 1979, Москва) — специалист в области радиотехники, распространения радиоволн. Профессор, доктор технических наук, декан радиотехнического факультета МЭИ (1950—1953), заведующий кафедрой основ радиотехники МЭИ (1943—1944), заведующий кафедрой антенных устройств и распространения радиоволн (1944—1957).

## Биография
Родился в 1893 году в Калуге. Окончил Московское высшее техническое училище (МВТУ). До войны вел научную работу в области распространения радиоволн, читал лекции в МВТУ имени Н. Э. Баумана.
С 1943 по 1944 год был заведующим кафедрой основ радиотехники Московского энергетического института (МЭИ), в 1944 году был избран заведующим кафедрой антенно-фидерных устройств (в последующем носившем название «Антенные устройства и распространение радиоволн»), организованной на радиотехническом факультете МЭИ. Работал на этой должности до 1957 года. В 1950—1953 годах был деканом радиотехнического факультета (РТФ) МЭИ.
Казанцев выезжал за рубеж в научные экспедиции по научной работе в Академии наук в области радиофизики Солнца и связанным с этим распространением радиоволн на Земле, представлял Советский Союз в Международном консультативном комитете по радио; ездил в Женеву «в целях выполнения международных обязательств» нашей страны.
В послевоенные годы наряду с педагогической деятельностью А. Н. Казанцев выполнил в Академии наук цикл исследований ионосферных радиолиний коротковолнового диапазона. В результате при его участии был создан эффективный метод расчета напряженности поля на коротких волнах, учитывающий основные физические процессы распространения радиоволн в ионосфере. За этот цикл работ А. Н. Казанцев был отмечен Сталинской премией. В 1953 году был награждён орденом Ленина.
В 1957 году перешёл на должность заведующего кафедрой в Московский физико-технический институт (МФТИ). Дальнейшая преподавательская и научная деятельность А. Н. Казанцева была связана с Московским физико-техническим институтом.
Умер в 1979 году в возрасте 86 лет.

## Награды и звания
- Сталинская премия.
- Орден Ленина.
- Заслуженный деятель науки и техники РСФСР (1967).